# Шайенн-Ривер
Шайенн-Ривер (англ. Cheyenne River Indian Reservation) — индейская резервация, расположенная в штате Южная Дакота, США. Первоначально входила в состав резервации Грейт-Су, но в 1889 году она была выделена из неё Конгрессом США и находится в ведении Бюро по делам индейцев в качестве отдельной резервации.

## География
Шайенн-Ривер — четвёртая по площади индейская резервация в США. Резервация практически полностью охватывает округа Дьюи и Зибак. Кроме того, Шайенн-Ривер включает часть округов Стэнли, Мид и Хакон. Общая площадь резервации, включая трастовые земли (20,545 км²), составляет 11 445,303 км², из них 11 048,388 км² приходится на сушу и 396,915 км² — на воду.

## Демография
| Год переписи                    | Нас. |  | %±    |
| ------------------------------- | ---- |  | ----- |
| 2000                            | 8470 |  | —     |
| 2010                            | 8090 |  | −4,5% |
| 2020                            | 7639 |  | −5,6% |
| 2000–2020 U.S. Decennial Census |      |  |       |

В резервации проживают представители четырёх племён лакота: миннеконжу, итазипчо, сихасапа и оохенунпа. Небольшое количество ютов Уайт-Ривер были переселены в резервацию в 1906 и 1907 годах, им было выделено 4 посёлка общей площадью 92 160 акров. По переписи 2000 года численность населения резервации составляла 8 470 человек, а в 2010 — 8 090 человек.
Согласно федеральной переписи населения 2020 года в резервации проживало 7 639 человек, насчитывалось 2 499 домашних хозяйств и 2 798 жилых домов. Средний доход на одно домашнее хозяйство в индейской резервации составлял 42 932 доллара США. Около 37,7 % всего населения находились за чертой бедности, в том числе 48,8 % тех, кому ещё не исполнилось 18 лет, и 21,7 % старше 65 лет.
Расовый состав распределился следующим образом: белые — 1 248 чел., афроамериканцы — 9 чел., коренные американцы (индейцы США) — 6 063 чел., азиаты — 9 чел., океанийцы — 3 чел., представители других рас — 17 чел., представители двух или более рас — 290 человек; испаноязычные или латиноамериканцы любой расы составили 114 человек. Плотность населения составляла 0,67 чел./км².